# سامانداریدین
سامانداریدین (به انگلیسی: Samandaridine) با فرمول شیمیایی C21H31NO3  یک ترکیب شیمیایی است. که جرم مولی آن ۳۴۵٫۴۸ g/mol می‌باشد. 